# 고우치촌 (히로시마현 후타미군)
고치촌(河内村)은 히로시마현 후타미군에 설치되었던 촌이다. 현재의 미요시시에 해당한다.